# Olympische Sommerspiele 1908/Leichtathletik – Hammerwurf (Männer)
Der Hammerwurf der Männer bei den Olympischen Spielen 1908 in London wurde am 14. Juli 1908 im White City Stadium entschieden. Am Vormittag des gleichen Tages fand eine Qualifikation statt, aus der sich drei Werfer für den Wettkampf qualifizierten.
Durch Olympiasieger John Flanagan und Silbermedaillengewinner Matt McGrath gab es einen US-amerikanischen Doppelerfolg. Der Kanadier Con Walsh gewann die Bronzemedaille.

## Rekorde
Die damals bestehenden Weltrekorde waren noch inoffiziell.
| Weltrekord         | 53,38 m | John Flanagan | USA | Juni 1908                                  |
| Olympischer Rekord | 51,23 m | John Flanagan | USA | Finale OS St. Louis (USA), 29. August 1904 |

Folgende Rekorde wurden bei den Olympischen Spielen gebrochen oder eingestellt:
| OR | 51,92 m | John Flanagan | USA | Finale, 14. Juli |

## Ergebnisse

### Qualifikation
Die Qualifikation wurde in drei zeitlich gestaffelten Gruppen ausgetragen. Die Ergebnisse dieser Gruppen wurden zusammengefasst. Nur die insgesamt besten drei Werfer der Qualifikation – hellgrün unterlegt – konnten den Finalwettkampf bestreiten. Die in der Qualifikation erzielten Leistungen wurden in der Wertung des Endresultats mitberücksichtigt. Sowohl in der Qualifikation als auch im Finale hatten die Teilnehmer je drei Versuche.

#### Gruppe A
| Athlet                | Land           | Weite (m) |
| --------------------- | -------------- | --------- |
| Con Walsh             | Kanada         | 48,51     |
| Lee Talbott           | USA            | 47,87     |
| Eric Lemming          | Schweden       | 43,06     |
| Robert Lindsay-Watson | Großbritannien | k. A.     |
| Benjamin Sherman      | USA            | k. A.     |
| John Murray           | Großbritannien | k. A.     |

#### Gruppe B

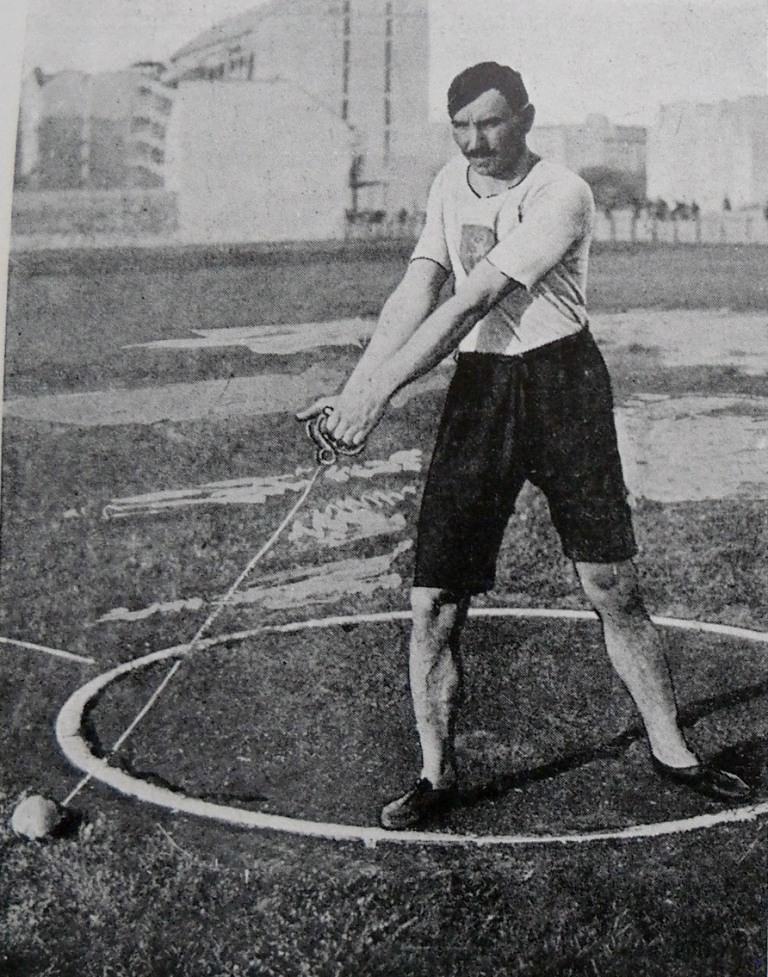
István Mudin schied in der Qualifikation aus

| Athlet            | Land           | Weite (m) |
| ----------------- | -------------- | --------- |
| Tom Nicolson      | Großbritannien | 48,09     |
| Bill Horr         | USA            | 46,95     |
| Alan Fyffe        | Großbritannien | 37,35     |
| Robert Olsson     | Schweden       | k. A.     |
| Harald Agger      | Dänemark       | k. A.     |
| István Mudin      | Ungarn         | k. A.     |
| Ernest May        | Großbritannien | k. A.     |
| Julius Wagner     | Schweiz        | k. A.     |
| Ludwig Uettwiller | Deutschland    | k. A.     |

#### Gruppe C
| Athlet        | Land           | Weite (m) |
| ------------- | -------------- | --------- |
| Matt McGrath  | USA            | 51,18     |
| John Flanagan | USA            | 50,36     |
| Simon Gillis  | USA            | 45,59     |
| Henry Leeke   | Großbritannien | k. A.     |

### Finale und Endergebnis der besten Neun
| Platz | Athlet        | Land           | Weite (m) |
| ----- | ------------- | -------------- | --------- |
| 1     | John Flanagan | USA            | 51,92 OR  |
| 2     | Matt McGrath  | USA            | 51,18000  |
| 3     | Con Walsh     | Kanada         | 48,51000  |
| 4     | Tom Nicolson  | Großbritannien | 48,09000  |
| 5     | Lee Talbott   | USA            | 47,87000  |
| 6     | Bill Horr     | USA            | 46,95000  |
| 7     | Simon Gillis  | USA            | 45,59000  |
| 8     | Eric Lemming  | Schweden       | 43,06000  |
| 9     | Alan Fyffe    | Großbritannien | 37,35000  |

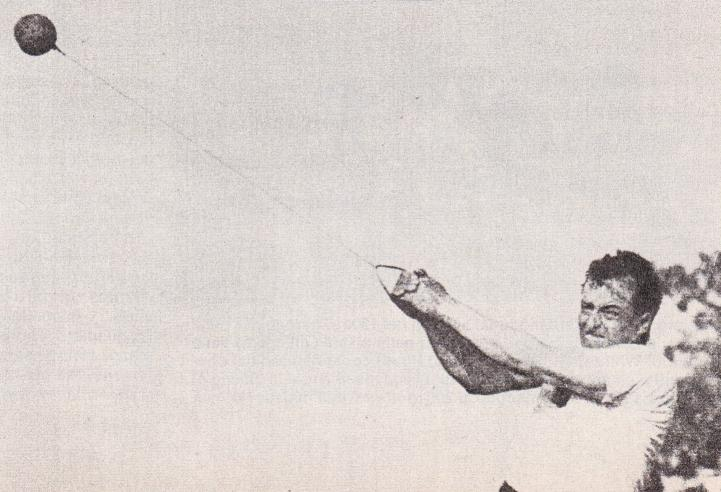
John Flanagan errang seine dritte Hammerwurfgoldmedaille nacheinander

Im Finale konnte sich nur John Flanagan steigern und erreichte einen neuen olympischen Rekord. Erst mit seinem letzten Versuch übertraf er den bis dahin führenden Matthew McGrath. Damit gewann John Flanagan sämtliche olympische Hammerwurfwettbewerbe, seitdem diese Disziplin im Jahr 1900 ins olympische Programm gekommen war. Der 31-jährige McGrath, der zum ersten Mal bei Olympischen Spielen dabei war, errang die Silbermedaille und gewann diesen Wettbewerb 1912 in Stockholm. Der Kanadier Con Walsh wurde Dritter vor dem Briten Tom Nicolson. Lee Talbot aus den Vereinigten Staaten, auch Fünfter im Diskuswurf und Sechster im Kugelstoßen, kam auf den fünften Rang. Sein Landsmann Marquis Bill Horr, der in den beiden Diskuswurfkonkurrenzen Silber bzw. Bronze errungen hatte, belegte Rang sechs vor Simon Gillis, ebenfalls USA. Der Doppelolympiasieger der beiden hier in London ausgetragenen Speerwurfwettbewerbe Eric Lemming aus Schweden erreichte Platz acht.

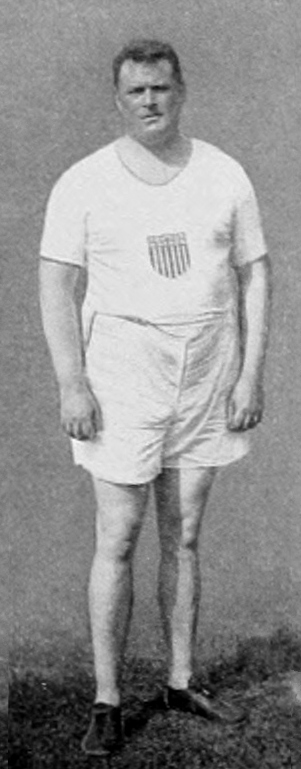
Der Olympiazweite Matthew McGrath, vier Jahre später Olympiasieger
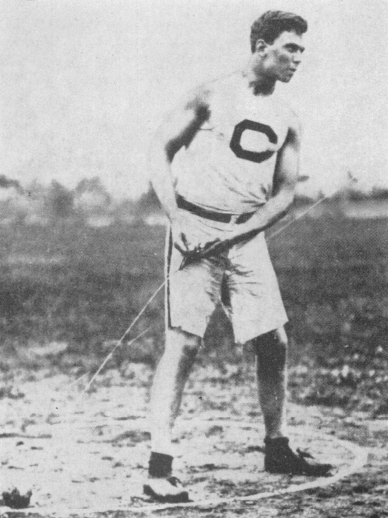
Lee Talbot, auch Fünfter im Diskuswurf und Sechster im Kugelstoßen, wurde Fünfter
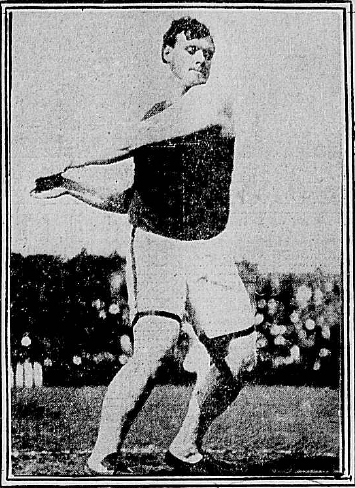
Marquis Bill Horr, zweifacher Medaillengewinner im Diskuswurf, belegte Rang sechs

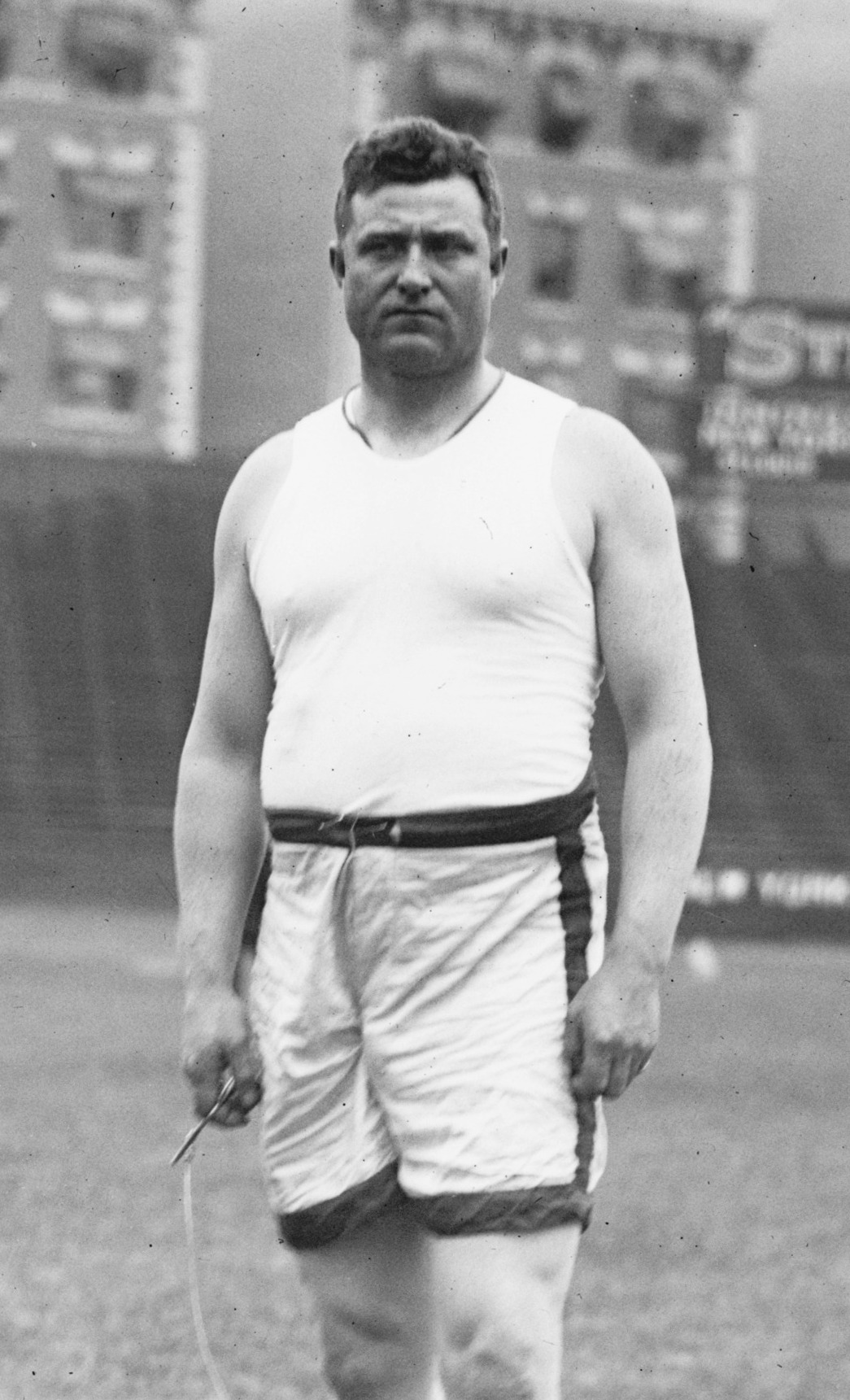
Simon Gillis kam auf den siebten Platz
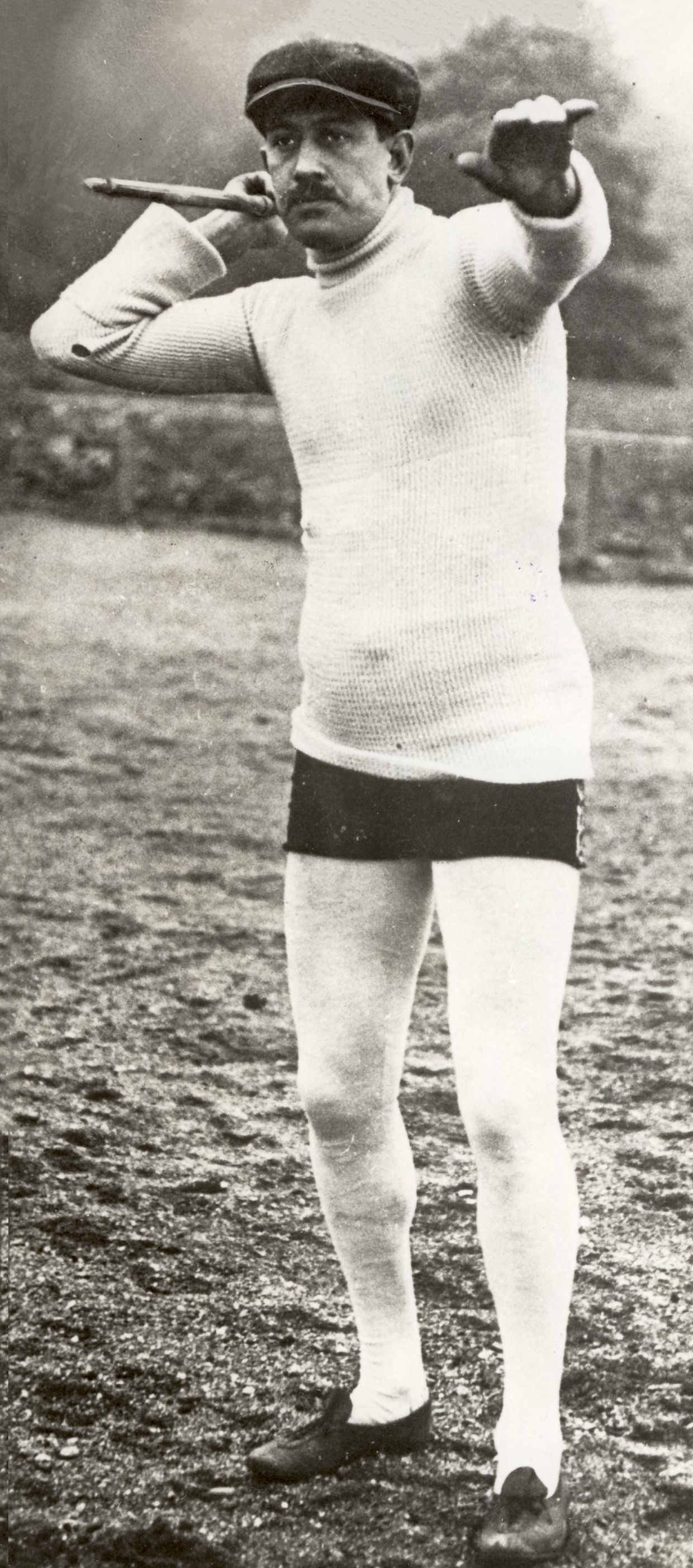
Der Doppelolympiasieger im Speerwurf Eric Lemming kam auf den achten Platz